# أماندا وايت
أماندا وايت (بالإنجليزية: Amanda White)‏ هي منتجة كندية، ولدت في 15 يناير 1964 في كيتشنر في كندا.

## وصلات خارجية
- أماندا وايت على موقع IMDb (الإنجليزية)
- أماندا وايت على موقع قاعدة بيانات الفيلم (الإنجليزية)